# Бюизин, Жан-Клод
Жан-Клод Бюизин (фр. Jean-Claude Buisine) — французский политик, бывший депутат Национального собрания Франции.

## Биография
Родился 14 июня 1947 года в городе Берк (департамент Па-де-Кале).
На выборах в Национальное собрание 2012 г. стал кандидатом социалистов по 3-му избирательному округу департамента Сомма и одержал победу, получив 51,80 % голосов.
На выборах 2017 года вновь участвовал в качестве кандидата, но без поддержки партии. Занял пятое место и мандат депутата не сохранил.

## Занимаемые выборные должности
25.06.1995 — 03.07.2020 — мэр коммуны Овиллер-Увиль 

16.03.2008 — 29.03.2015 — член Генерального совета департамента Сомма от кантона Нувьон

18.06.2012 — 20.06.2017 — депутат Национального собрания Франции от 3-го избирательного округа департамента Сомма